# Бажулин, Георгий Николаевич
Георгий Николаевич Бажулин - советский хозяйственный, государственный и политический деятель.

## Биография
Родился в селе Сатино в семье рабочего. Образование начальное. Русский. Член ВКП(б) с 1917 года.
Свою трудовую деятельность начал в 1911 году подручным электрика шахты, затем помощником машиниста электростанции шахты, токарем по металлу. В 1917-1919 годах служил в РККА.
В 1920-1925 годах работал заведующим отделом по работе на селе угоркома ВКП (б), председателем упрофбюро в Обяне, заведующим орготделом профсовета в Курске, заместителем управляющего РКИ в Курске, заместителем секретаря — заведующим орготделом Горрайкома ВКП (б) в Курске, директором Кожзавода в селе Шебекино.
В 1926-1936 годах работал инструктором, секретарем Амвросиемского райкома КП(б) Украины, уполномоченным кооперативного товарищества в городе Сталино, председателем Окркома сельхозлесных рабочих, секретарем Чернобыльского райкома КП (б) Украины, инструктором, заведующим сектором ВУКА в Харькове, председателем рудкома угольщиков, заведующим орготделом горкома, парторгом, секретарем парткома завода "Сталь" в Донбассе.
В 1936-1940 годах работал вторым секретарем Кзыл-Мазарского, первым секретарем Кокташского райкомов КП (б) Таджикистана, первым заместителем председателя ЦИК, затем Верховного Совета Таджикской ССР.
В ноябре 1940 года выехал на Украину. Председатель Славянского райисполкома в 1944-1945 годах.
Избирался депутатом Верховного Совета СССР 1-го созыва; Таджикской ССР, членом ЦК КП (б) Таджикистана.